# Xanthoparmelia umtamvuna
Xanthoparmelia umtamvuna är en lavart som beskrevs av Hale. Xanthoparmelia umtamvuna ingår i släktet Xanthoparmelia och familjen Parmeliaceae.   Inga underarter finns listade i Catalogue of Life.